# André Félibien
André Félibien  (Chartres, mayo de 1619-París, 11 de junio de 1695), sieur de Avaux et de Javercy, fue un  arquitecto, cronista francés de las artes y el  historiador oficial de la corte de Luis XIV de Francia.

## Biografía
Nacido en Chartres, marchó a París a los catorce años donde continuó sus estudios. En 1647, fue enviado a Roma en calidad de secretario de la embajada del marqués de Fontenay Mareuil. En Roma estudio los monumento antiguos confeccionando una red de amistades con refinados literatos y aficionados al arte de la ciudad, con los cuales fue puesto en contacto gracias a su traducción de la Vida del cardenal Maffeo Barberini. Entre estos amigos, destacó Nicolas Poussin quien le proporcionaba valiosos consejos. Durante su estancia en Roma, mantuvo correspondencia con Valentin Conrart, Secretario perpetuo de la Academia francesa, teniendo sobre todo por objeto la actualidad literaria y los disturbios del episodio conocido como la Fronda, así como los acontecimientos militares y diplomáticos que condujeron a la firma del  Tratado Westfalia. 
De vuelta a Francia se casó y se instaló en París.  Fouquet y luego Colbert reconocieron su talento. Se convirtió en uno de los primeros miembros (1663) de la “Académie des inscriptions et belles-lettres”. Tres años más tarde, Colbert le hizo designar historiador del rey. En 1671 fue nombrado secretario de la Academia real de arquitectura de reciente fundación, y en 1673 conservador del gabinete de las antigüedades en el palacio de Brion. Louvois añadió a estos cargos la de controlador-general de carreteras y puentes. 

## Obra
A pesar de todas estas actividades, Félibien tuvo tiempo para el estudio y la investigación, y produjo numerosas obras literarias. Se puede considerar que fue el primer  teórico del arte al aplicar en este campo las premisas que establece Descartes por la aprensión del conocimiento, confeccionando así un inicio metódico en el estudio del arte. De su investigación, concluye que la belleza en la obra de arte depende de unas reglas racionales y no de la técnica de la artista. Para Félibien, el arte es un asunto racional. 